# خورشیدگرفتگی ۲۱ اکتبر ۱۹۴۹
خورشیدگرفتگی ۲۱ اکتبر ۱۹۴۹ (به انگلیسی: Solar eclipse of October 21, 1949) یک خورشیدگرفتگی از نوع خورشیدگرفتگی جزئی است. این خورشیدگرفتگی در تاریخ ۲۱ اکتبر ۱۹۴۹ میلادی (‎۲۹ مهر ۱۳۲۸ خورشیدی) روی داد که زمان اوج آن، ساعت ۲۱:۱۳:۰۱ به‌وقت ساعت هماهنگ جهانی بوده‌است.